# Jeffrey Batters Home-Hay
Jeffery Batters Home-Hay, kanadski letalski častnik, vojaški pilot in letalski as, * 31. januar 1890, Alloa, † 1956, Kelington, Saskatchewan.
Home-Hay je v svoji vojaški službi dosegel 7 zračnih zmag.

## Življenjepis
Med prvo svetovno vojno je bil pripadnik 53. in 104. eskadrilje Kraljevega letalskega korpusa.

## Odlikovanja
- Military Cross (MC)
- Distinguished Flying Cross (DFC)